# AntennaPod
AntennaPod是一个自由、开源的播客客户端，适用于Android操作系统。

## 特性
- 可自动更新、手动下载或在线收听播客曲目
- 播放速度可变
- 支持Atom和RSS Feed（可以是被密码保护的网源）
- 支持OPML格式下的Feed导入、导出
- 与flattr的整合
- 利用gpodder服务，支持播客搜索和同步[5]
- 支持MP3 chapter和podlove  simple chapter[6]
- 支持分段Feed[7]